# Maxim Osipov
Maxim Osipov (Russisch: Максим Александрович О́сипов, Moskou, 4 oktober 1963) is een Russische schrijver en cardioloog.

## Leven en werk
Osipov werd geboren in Moskou. Hij studeerde daar ook geneeskunde en werkte vervolgens als onderzoeker onder meer aan de Universiteit van Californië - San Francisco. Terug in Rusland ging hij werken in het lokale ziekenhuis in Taroesa, zo'n honderd kilometer ten zuiden van Moskou. Hij probeerde daar ook met een door hemzelf opgerichte stichting de gezondheidszorg te verbeteren. 
Osipov schrijft korte verhalen, toneelstukken en essays. Hij won met zijn literaire werk in Rusland diverse prijzen. In maart 2022, na de inval van Rusland in Oekraïne, vertrok hij naar Armenië en daarna naar Duitsland. In het najaar van 2022 is Osipov gastschrijver aan de Universiteit Leiden.